# SN 2007db
SN 2007db – supernowa typu Ic odkryta 4 kwietnia 2007 roku w galaktyce A111710-0611. W momencie odkrycia miała maksymalną jasność 18,30m.